# Fleckenarassari
Der Fleckenarassari (Selenidera maculirostris), auch Goldohrarassari genannt, ist eine Vogelart aus der Familie der Tukane. Fleckenarassaris gehören zu den wenigen Tukanarten, die einen auffälligen Sexualdimorphismus aufweisen. Die Art kommt in Südamerika vor. Die IUCN stuft sie als  (=least concern - nicht gefährdet) ein. Es werden keine Unterarten unterschieden. 

## Erscheinungsbild

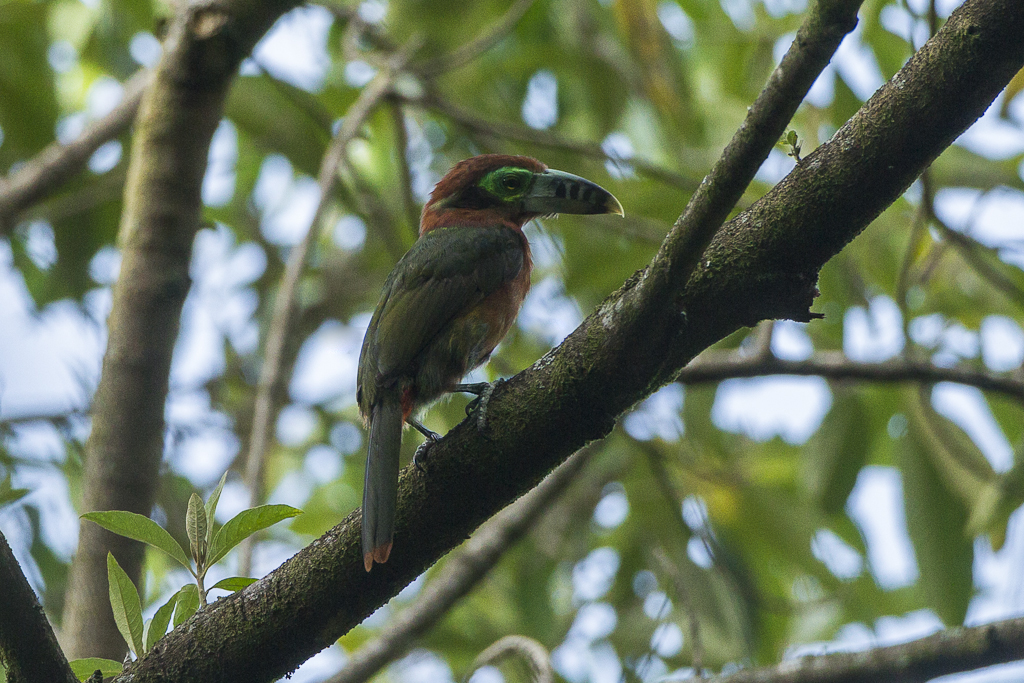
Weibchen

Der Fleckenarassari erreicht eine Körperlänge von 32 bis 34 Zentimetern. Adulte Männchen haben eine Flügellänge von 12,7 bis 13,6 Zentimetern. Der Schwanz misst 10,3 bis 11,6 Zentimeter und die Schnabellänge beträgt 4,9 bis 6,2 Zentimeter. Weibchen haben ähnliche Körpermaße, weisen jedoch mit 4,6 bis 5,5 Zentimetern einen etwas kürzeren Schnabel auf.
Der Fleckenarassari ähnelt sehr dem nahe verwandten Gould-Arassari. Bei den Männchen des Fleckenarassaris sind Kopf, Nacken, Kehle und Brust glänzend schwarz gefiedert. Im Nacken verläuft ein schmales, gelbes Band. Ein weiterer gelber Streifen verläuft von unterhalb der unbefiederten Augenregion bis zur Ohrregion. Der Rücken, der Bürzel, der Schwanz sowie die Flügeloberseite sind olivgrün. Die sechs mittleren Schwanzfedern weisen braune Spitzen auf. Die Oberschwanzdecken sind dunkelgrün, die Unterschwanzdecken rot. Die Flanken sind goldorange, die Schenkel braun. Der Bauch ist gelbgrün.
Der Schnabel ist für eine Tukanart im Verhältnis zur Körpergröße klein. Er ist weißlich-hornfarben mit einer grüngelben Spitze und schwarzen Querbinden. Diese sind besonders am Oberschnabel ausgeprägt. Die unbefiederte Augenumgebung ist hellblau, die Iris gelb. Füße und Beine sind grünblau. Weibchen unterscheiden sich deutlich von den Männchen. Bei ihnen sind sowohl der gelbe Ohrstreifen als auch das Nackenband weniger intensiv gelb. Bei einigen Weibchen fehlt das Nackenband sogar vollständig. Kopf, Nacken, Kehle und Brust sind bei ihnen dunkelbraun, wobei die Brust einen rötlichen Schimmer aufweist und der Oberkopf und der Nacken dunkel schokoladenbraun sind. Der Schnabel weist gewöhnlich eine weniger auffällige schwarze Zeichnung als bei den Männchen auf. 
In seinem Verbreitungsgebiet ist der Fleckenarassari die kleinste Tukanart. Auf Grund der matten Gefiederfärbung fällt er weniger auf als andere Tukane. Häufig sind dagegen seine Rufe zu vernehmen. Charakteristisch sind regelmäßig wiederholte tiefe, gutturale Krächzlaute, die lautmalerisch mit growwa oder ehho umschrieben werden.

## Verbreitungsgebiet und Lebensraum

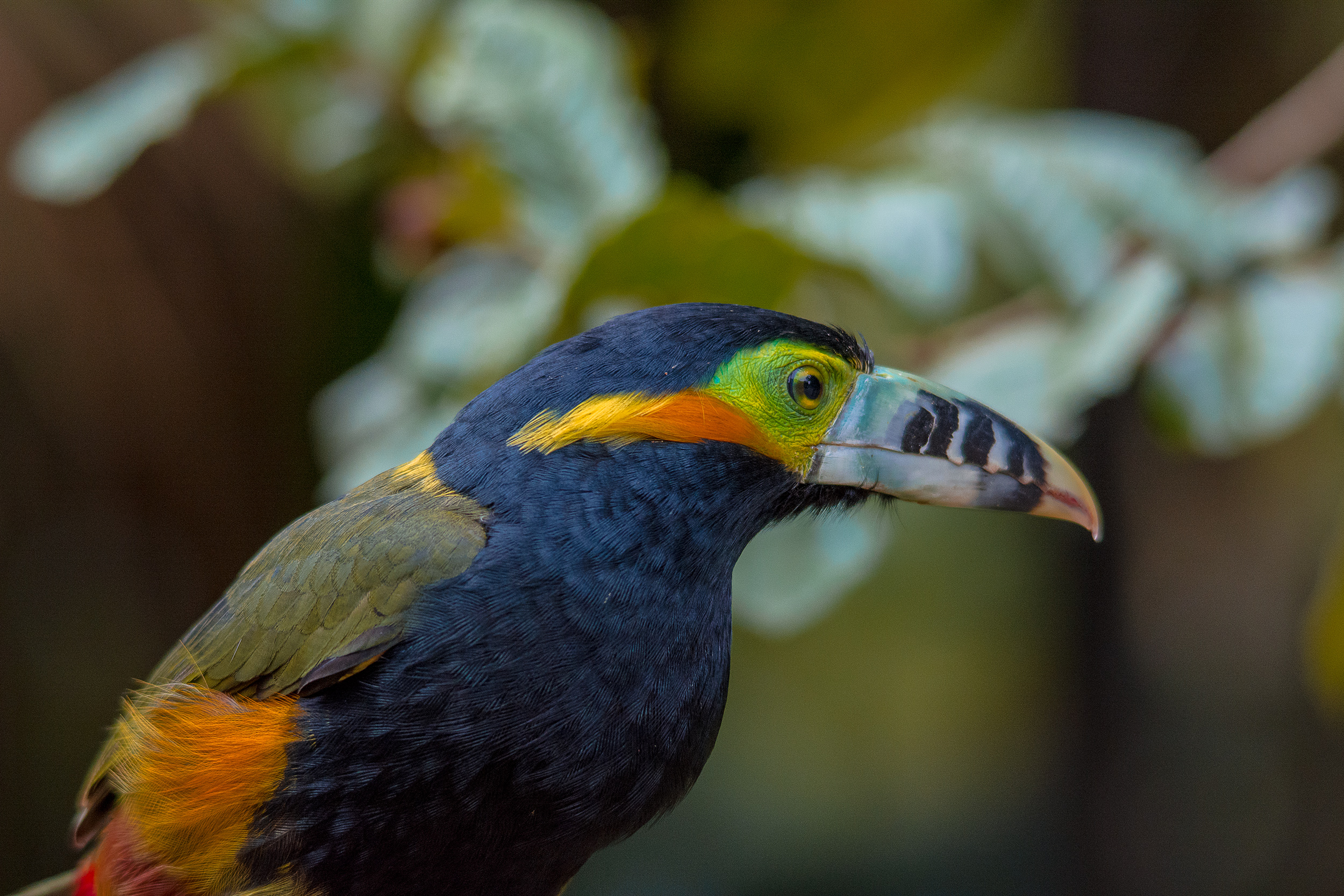
Araçari Poca

Während die Verbreitungsgebiete anderer Kurzschnabelarassari-Arten aneinander angrenzen, kommt der Fleckenarassari von ihnen isoliert im Südosten Brasiliens vor. Sein Verbreitungsgebiet erstreckt sich vom Osten von Minas Gerais und dem Süden Bahias bis nach Paraná und Santa Catarina. Ursprünglich kam er auch bis in den Nordosten des südlichsten brasilianischen Bundesstaates Rio Grande do Sul vor. Zu seinem Verbreitungsgebiet gehört außerdem der Osten und das Zentralgebiet Paraguays sowie der äußerste Nordosten Argentiniens. Die Höhenverbreitung reicht vom Meeresniveau bis in Höhenlagen von 1200 Metern.
Der Lebensraum des Fleckenarassaris sind feuchte, subtropische Wälder, ferner an unberührte Wälder angrenzende Sekundärwälder sowie Wälder mit selektivem Holzeinschlag. Entlang bewaldeter Flussläufe dringt er bis in die Cerrado vor. Gelegentlich ist er auch in fruchttragenden Bäumen zu beobachten, die isoliert in geringer Entfernung zum Waldrand stehen.

## Lebensweise
Der Fleckenarassari frisst überwiegend Früchte. Von in Gefangenschaft gehaltenen Vögeln weiß man, dass sie Insekten fangen und tote junge Mäuse an ihre Nestlinge verfüttern. Sie suchen überwiegend einzeln nach Nahrung, werden gelegentlich paarweise beobachtet, aber nur verhältnismäßig selten in kleinen Familientrupps.
Die Fortpflanzungsbiologie ist bislang wenig untersucht. Fleckenarassaris sind Höhlenbrüter, die überwiegend alte, aufgegebene Spechthöhlen als Niststandort nutzen. Das Gelege besteht aus zwei bis drei elliptischen, weißen Eiern. Die Brutzeit variiert je nach geographischer Breite; in der Region Sao Paula bis Bahia fällt sie in den Zeitraum Oktober bis Januar. Die Brutdauer wird auf fünfzehn Tage geschätzt. Während der Nacht halten sich beide Elternvögel in der Bruthöhle auf. Beide Elternvögel füttern, es liegen jedoch keine Beobachtungen vor, womit Nestlinge der Fleckenarassaris in freier Wildbahn gefüttert werden oder welchen Anteil an der Versorgung der Jungvögel jeweils der männliche und der weibliche Elternvogel haben. 
Nestlinge entwickeln sich langsam, ab etwa dem 25. Lebenstag lässt sich anhand des Gefieders ihr Geschlecht bestimmen. In Gefangenschaft aufgezogene Fleckenarassaris wogen am 31. Lebenstag durchschnittlich 120 Gramm und fraßen bis zu 40 Gramm pro Tag. Bis zum 50. Lebenstag waren sie auf eine Fütterung durch die Elternvögel angewiesen. Etwa ab dem 62. Lebenstag begann der Schnabel die Färbung adulter Vögel aufzuweisen und die unbefiederte Augenumgebung wurde bläulich.

## Belege

### Einzelbelege
1. ↑   Avibase zum Fleckenarassari, aufgerufen am 9. Januar 2011
2. ↑   Lantermann, S. 147
3. ↑   Short et al., S. 353
4. ↑   Short et al.., S. 352
5. ↑   Lantermann, S. 148
6. ↑   Short et al., S. 353
7. ↑   Short et al., S. 354
8. ↑   Short et al., S. 355